# Anya Chalotra

Anya Chalotra, née le 21 juillet 1996 à Wolverhampton, en Angleterre, est une actrice britannique.
Elle se fait connaître pour son rôle de Jennifer Ashman dans la série Wanderlust et le rôle de Yennefer de Vengerberg dans la série The Witcher,.

## Biographie

### Jeunesse et formation
Née à Wolverhampton au Royaume-Uni d'un père d'origine indienne et d'une mère britannique, elle a grandi dans le village de Lower Penn dans le South Staffordshire au Royaume-Uni. Anya a une grande sœur et un petit frère, Reeya et Arun. Cependant, elle reste assez discrète sur sa vie privée.
Elle suit des études de théâtre à la St. Dominic's Grammar School for Girls de Brewood. Elle poursuit ses études à la London Academy of Music and Dramatic Art et à la Guildhall School of Music and Drama,. Anya est également une chanteuse soprano, une danseuse et acrobate.

### Carrière
Elle apparaît dans plusieurs pièces de théâtre dont la pièce Beaucoup de bruit pour rien pour laquelle elle reçoit d'excellentes critiques, et est nommée dans la catégorie Meilleure actrice dans une pièce au The Stage Debut Awards en 2017.
En 2018, elle fait ses premiers pas à la télévision dans la série Wanderlust dans le rôle de Jennifer Ashman. Elle apparaît également dans la mini-série ABC contre Poirot.
L'année suivante, elle prête sa voix au personnage de Robin Loxley, inspiré de Robin des bois, dans la web-série Sherwood (en). La même année, elle tient le rôle principal avec Art Malik dans la pièce The Village, la première production du Theatre Royal Straford East.
En octobre 2018, Anya est annoncée dans le rôle principal de Yennefer de Vengerberg dans la série The Witcher de Netflix. La série est diffusée le 20 décembre 2019.

## Filmographie

### Cinéma
- 2025 : The Witcher : Les Sirènes des abysses : Yennefer de Vengerberg (voix)

### Série télévisée
- 2018 : Wanderlust : Jennifer Ashman
- 2018 : ABC contre Poirot : Lily Marburyl
- 2019: Sherwood (en) : Robin Loxley
- depuis 2019 : The Witcher : Yennefer de Vengerberg
- 2024 : Twilight of the Gods : Sif (voix - 3 épisodes)
- depuis 2024 : Creature Commandos : Circé (en) (voix)

## Théâtre
- 2017 : Beaucoup de bruit pour rien de Matthew Dunster : Hero.
- 2019 : The Village de April De Angelis : Jyoti.

## Voix francophones
En version française, Léopoldine Serre est la voix régulière d'Anya Chalotra dans la quasi-totalité de ses projets.
- Léopoldine Serre[12] dans :
  - Wanderlust (série télévisée)
  - ABC contre Poirot (mini-série)
  - The Witcher (série télévisée)
  - Unknown 9: Awakening (voix, jeu vidéo)
  - The Witcher : Les Sirènes des abysses (voix)

Et aussi
- Alice Orsat dans Sherwood (en)[12] (voix)

## Jeu vidéo
- 2024 : Unknown9: Awakening : Haroona

## Distinctions

### Nominations
- 2017 : The Stage Debut Awards : Meilleure actrice dans une pièce pour Beaucoup de bruit pour rien